# Rho Capricorni
Désignations
Rho Capricorni (ρ Cap / ρ Capricorni) est une étoile binaire de la constellation zodiacale du Capricorne, située à environ 99 années-lumière de la Terre. Elle est visible à l'œil nu avec une magnitude apparente combinée de 4,78.

## Environnement stellaire
Le système de Rho Capricorni présente une parallaxe annuelle de 33,04 ± 0,46 mas telle que mesurée par le satellite Hipparcos, ce qui permet d'en déduire qu'il est distant de 99 ± 1 a.l. (∼ 30,4 pc) de la Terre. Il est membre de la population du disque mince de la Galaxie. Le système s'éloigne actuellement du Système solaire à une vitesse radiale de +18 km/s ; il en était passé au plus près il y a environ 1,6 million d'années, à une distance de seulement environ 3,83 pc (∼12,5 al).

## Propriétés
Les deux étoiles de Rho Capricorni complètement une orbite l'une autour de l'autre selon une période de 278 ans et avec une excentricité marquée de 0,91. La composante primaire, désignée Rho Capricorni A, est une étoile jaune-blanc sous-géante de type spectral F2 IV et d'une magnitude apparente de 4,97. Elle est 1,5 fois plus massive que le Soleil et son rayon est 1,3 fois plus grand que le rayon solaire. L'étoile est neuf fois plus lumineuse que le Soleil et sa température de surface est de 6 911 K. Son compagnon, désigné Rho Capricorni B, brille d'une magnitude apparente de 6,88. Il s'agit d'une étoile jaune de type G1. Le rapport de masse entre les deux étoiles est de 0,539, ce qui signifie que la secondaire est seulement 53,9 % aussi massive que la primaire.

## Nomenclature
ρ Capricorni (latinisé Rho Capricorni) est la désignation de Bayer de l'étoile. Elle porte également la désignation de Flamsteed de 11 Capricorni.
En astronomie chinoise traditionnelle, ρ Capricorni fait partie de la loge lunaire de Niu (en chinois Niú Su, 牛宿), dont l'astérisme associé représente un bœuf.